# Mushie
Mushie – miasto w Demokratycznej Republice Konga, w prowincji Mai-Ndombe.